# Бригада допоміжної поліції порядку «Зіглінг»
Бригада допоміжної поліції порядку «Зіглінг» (нім. Schutzmannschaft-Brigade Siegling (SS-Polizei-Bataillon-Siegling), рос. Бригада вспомогательной полиции порядка «Зиглинг») — поліційний підрозділ СС періоду Другої світової війни, що складався з колаборантів козаків, росіян, білорусів, німців.

## Історія
Після зайняття теренів Білорусі 1944 Червоною армією на суміжній території Польщі зосередилось 16.000-19.000 втікачів — колишніх співробітників шуцманшафтів, БКО, допоміжної поліції тощо. Обергруппенфюрер Курт фон Готберг на початку липня 1944 видав наказ про створення біля Ломжі штабу бригади «Зіглінг». До 31 липня сформували чотири полки чисельністю до 2.000 осіб — переважно бійців шуцманшафту. Загальна чисельність становила 11.600 бійців. Оберштурмбаннфюреру СА і СС Гансу Зіглінгу довірили командування бригадою, яка повинна була стримувати наступ Червоної армії до відновлення повноцінної оборони частинами Вермахту. Було проведено декілька операцій проти партизан. 18 серпня 1944 бригаду реформували у 30-у гренадерську дивізію СС (2-у російську).

### Склад бригади
- 1-й полк майора Ганса Остеррайха (на базі батальйонів Шума 57, 60, 61, поліцаїв комендатури Мінська
- 2-й полк майора Гельмута Ганца (на базі батальйонів Шума 62, 63, 64, поліцаїв комендатур Глибоке і Ліда
- 3-й полк майора Вільгельма Моха (на базі батальйонів Шума 65, 66, 67, поліцаїв комендатур Слуцька, Барановичів, Вілейки)
- 4-й полк майора Ернста Шмідта (на базі батальйону 101-го батальйону Шума, поліцаїв комендатур Слонім, Прип'яті
- артилерійський дивізіон (на базі 56-го артилерійського дивізіону (нім. Schuma-Art-Abteilung 56) і поліцейського артилерійського дивізіону СС «Білорусь» (нім. SS-Pol.-Art.-Abteilung «Weissruthenien»))
- кінний дивізіон (нім. SS-Reiter-Abteilung) (на базі 68-го ескадрону Рогулі (нім. Schuma-Reiter Abteilung 68) і 69-го козачого Шума-батальйону кавалерії (нім. Kosaken Reiter Schutzmannschafts Bataillon F/69)
- навчальний батальйон
- рота кулеметників